# Јожеф Берта
Јожеф Берта (мађ. Berta József; Сигет, 25. октобар 1912 — Везон−ла−Ромен, 9. април 1981 био је мађарски интернационални фудбалер. Рођен је у Сигетвару, а играо је за клуб Ивегђар СК из Токода. Учествовао је са фудбалском репрезентацијом Мађарске на Летњим олимпијским играма 1936. у Берлину. Умро је у Везон−ла−Роме у Француској 1981. године. Играо је на позицији одбрамбеног играча.

## Каријера

### Клуб
Играо је у саставу клуба Токод из Јуска, који је у то време био један од лидера Централне мађарске лиге аматерског првенства Мађарске.

### Репрезентација
Био је учесник Олимпијских игара 1936. у саставу мађарске аматерске фудбалске репрезентације. Мађари су у првом колу изгубили са 0 : 3 од репрезентације Пољске, у којој су били главни играчи њихове сениорске репрезентације. Још једна утакмица у саставу аматерске репрезентације, у којој је и он играо али није била званична, одиграна је непосредно пре Олимпијских игара против аматерске репрезентације Италије.